# 泥川
泥川（どろかわ）は、長野県北佐久郡軽井沢町を流れる川で、信濃川水系の一級河川。

## 地理
軽井沢町南部の大字発地に源を発し、軽井沢バイパスの南側を並行して流れ、矢ケ崎川などからの河川を合わせた後、軽井沢タリアセンの南を流れ、同町長倉で湯川に合流する。
湯川に合流する直前には中部電力の泥川ダムがあり、湯川で取り入れた水と合わせ、長倉発電所（560キロワット）に送水している。

## 行政指定
指定内容は、以下のとおり。
- 河川指定:一級河川（1965年指定）
- 流端
  - 上流端
    - 左岸:長野県北佐久郡軽井沢町大字広原字泥川21番のイの5地先
    - 右岸:同町同大字同字24番のイの4地先

  - 下流端:湯川への合流点
- 水系指定:一級水系信濃川水系（1965年指定）